# Ancepaspis
Ancepaspis (лат.) — род полужесткокрылых насекомых-кокцид подсемейства Ancepaspidinae из семейства щитовки (Diaspididae).

## Распространение
Северная Америка.

## Описание
Мелкие щитовки (длина взрослой особи менее 1 мм). Кокциды у которых взрослые особи обоих полов включены внутри оболочки предыдущей стадии, которая становится сильно хитинизированной. Экзувии второй стадии самки дегисцируют по заднему краю, чтобы позволить выход личинок. Взрослая самка не имеет циркумгенитальных пор, а все стадии без трубчатых протоков ни на пигидии, ни в других местах; пигидий взрослой самки с более сложным краем, чем у второй стадии, или по крайней мере, не менее сложным. Мелкие виды, встречающиеся на растениях-хозяевах семейств бобовые, мимозовые и Cassiacea.

## Классификация
Известно 4 вида. Род был впервые выделен в 1920 году по типовому виду Protodiaspis tridentata. В 2019 году многие бывшие виды рода Ancepaspis были из него удалены. Австралийский вид Ancepaspis anomala (Green) на самом деле является членом трибы Leucaspidini, родственный кладе новозеландских Leucaspidini и он перенесён в род Hendersonaspis Normark, 2019. Другие австралийские виды, которые были помещены в Ancepaspis (A. longicauda Brimblecombe, A. magnicauda Brimblecombe, A. reticulata Brimblecombe, A. rotundicauda Brimblecombe и A. striata Brimblecombe) перенесены в новый род Brimblecombia Normark, 2019 в составе трибы Aonidiini.
- Ancepaspis edentata (Ferris, 1919) — США[5]
- Ancepaspis novemdentata Ferris, 1921 — Мексика[6]
- Ancepaspis quadridentata Ferris, 1942 — Мексика[7]
- Ancepaspis tridentata (Ferris, 1919) — США